# Ataque aéreo ao teatro de Mariupol
O ataque aéreo ao teatro de Mariupol foi um bombardeamento conduzido pelas Forças Armadas da Rússia em 16 de março de 2022 ao Teatro Regional de Drama de Donetsk em Mariupol, Ucrânia, durante a invasão russa da Ucrânia. O teatro era usado como um abrigo antiaéreo durante o cerco de Mariupol, possivelmente mantendo 1.300 civis nos dias anteriores a 16 de março. A Ucrânia acusou as Forças Armadas russas de bombardear deliberadamente o teatro que abrigava civis.
O Ministério da Defesa da Rússia negou as acusações e acusou o Batalhão Azov, uma milícia ucraniana de extrema direita, de explodir o prédio. As alegações da Rússia, contudo, foram refutadas por investigações independentes conduzidas pela OSCE, Associated Press e pela Anistia Internacional.

## Antecedentes

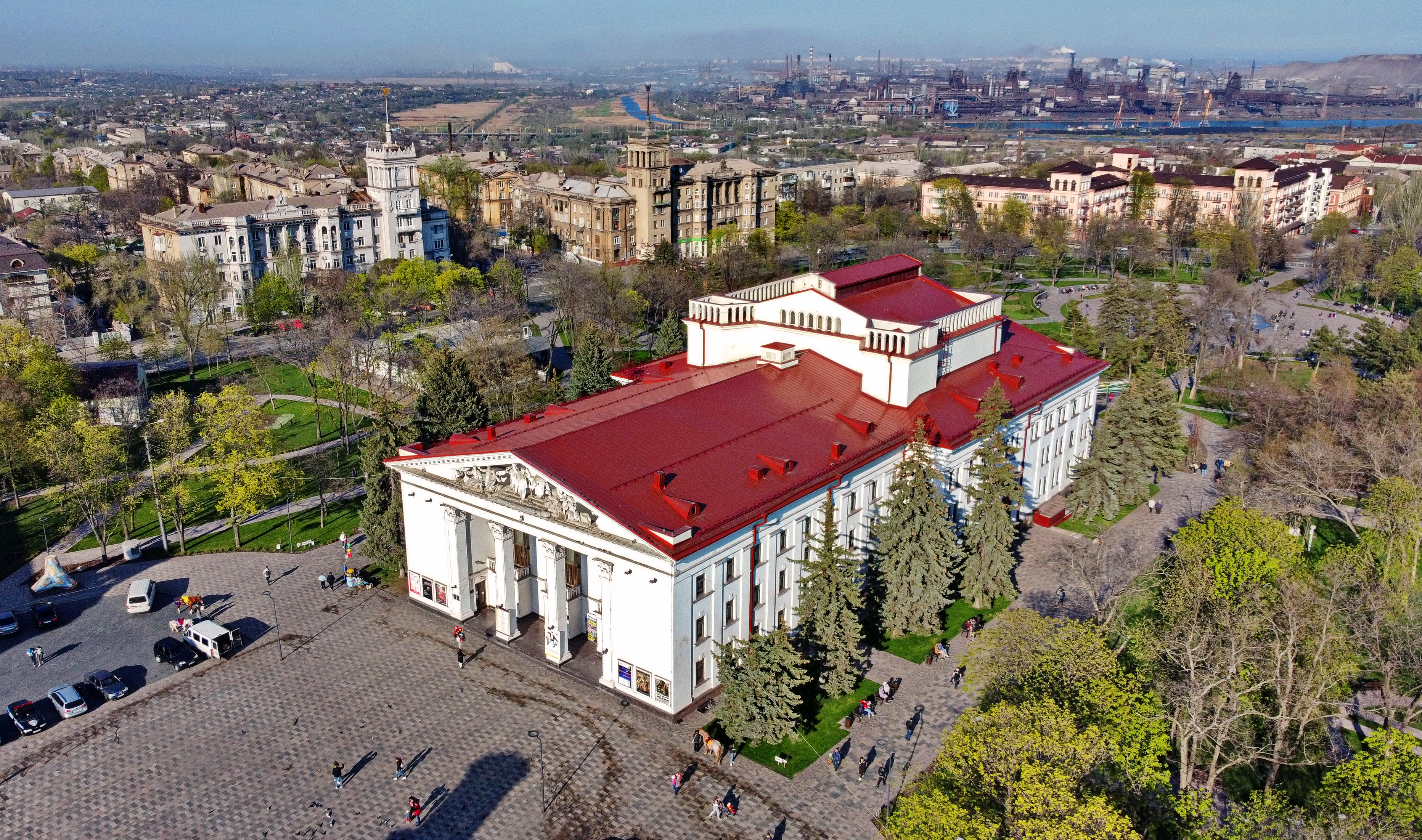
Teatro Regional de Drama de Donetsk em Mariupol em 2021

Em 24 de fevereiro, as Forças Armadas russas, trabalhando em conjunto com rebeldes pró-Rússia, cercaram a cidade portuária de Mariupol, causando pesadas baixas. Suprimentos como comida, gás e eletricidade foram cortados dos moradores. O prefeito de Mariupol, Sergiy Orlov, estimou que 80 a 90% da cidade foi destruída devido aos bombardeios.
O teatro está entre os muitos patrimônios e locais culturais ucranianos que foram destruídos durante a invasão russa da Ucrânia em 2022. Imagens de satélite do teatro tiradas em 14 de março de 2022 mostram a palavra "дети" (russo para "crianças") soletrada em dois locais fora do teatro, na tentativa de identificá-lo para as forças invasoras como um abrigo antiaéreo civil contendo crianças, e não um alvo militar. Os funcionários do conselho da cidade de Mariupol afirmaram que o teatro era o maior abrigo antiaéreo da cidade e, no momento do ataque, continha apenas mulheres e crianças. A Human Rights Watch (HRW) entrevistou refugiados de Mariupol, que afirmaram que nos dias anteriores a 16 de março, cerca de 500 a 800 pessoas estavam abrigadas no teatro.

## Ataque
Em 16 de março, a Ucrânia acusou as forças russas de bombardear áreas civis em Mariupol. A artilharia atingiu vários locais, incluindo um prédio de piscina e um comboio de veículos. O bombardeio atingiu o teatro, reduzindo o prédio a escombros. Isso foi descrito pelas autoridades ucranianas como um crime de guerra.
Enquanto o teatro foi estimado para ter mantido 500  a 1.200 civis nos dias anteriores a 16 de março, os números de vítimas não eram conhecidos dês de 16 de março de 2022 . O abrigo antibombas no porão do teatro sobreviveu ao bombardeio. Muitas pessoas ficaram presas sob os escombros em chamas do teatro desmoronado após o ataque, e os bombardeios contínuos na área complicaram os esforços de resgate.
Um membro do parlamento ucraniano de Mariupol, Dmytro Gurin, disse que os esforços de resgate foram prejudicados devido aos contínuos ataques na área pelas forças russas.
Em 25 de março, vídeos supostamente mostrando as consequências imediatas do ataque surgiram nas mídias sociais.
Um vídeo mostrou pessoas cobertas de poeira descendo dos andares superiores parcialmente destruídos do prédio. Um segundo vídeo mostrou o local do impacto.
Segundo investigação conduzida pela Anistia Internacional, o ataque foi perpetrado por forças russas, que usaram duas bombas de meia tonelada cada.

### Vítimas
Desde 17 de março de  2022, o número de vítimas não era claro. Algumas pessoas emergiram vivas em 17 de março. Em 18 de março, cerca de 130 sobreviventes foram resgatados. A Câmara Municipal de Mariupol afirmou que, de acordo com as informações iniciais, ninguém foi morto, embora uma pessoa tenha ficado gravemente ferida.
Em 22 de março, não havia confirmação independente das alegações do presidente Zelenskyy de que 130 pessoas haviam sido resgatadas, mas que possivelmente centenas ainda estavam presas sob os escombros.
Em 25 de março, as estimativas de cerca de 300 pessoas mortas no ataque aéreo do teatro Mariupol foram publicadas pela Câmara Municipal de Mariupol.  As estimativas foram feitas com referência a relatos de testemunhas oculares e não haviam sido verificadas de forma independente até então. A Associated Press, em investigação divulgada alguns meses depois, estimou um número maior de mortos: algo entre 300 e 600 civis.

## Reações
A RIA Novosti informou que as autoridades russas negaram responsabilidade, acusando o Batalhão Azov de ter planejado e realizado o atentado ao teatro.
O ministro da Cultura da Itália, Dario Franceschini, fez uma oferta ao governo ucraniano para reconstruir o teatro o mais rápido possível.